# Errinopora pourtalesii
Errinopora pourtalesii is een hydroïdpoliep uit de familie Stylasteridae. De poliep komt uit het geslacht Errinopora. Errinopora pourtalesii werd in 1884 voor het eerst wetenschappelijk beschreven door Dall. 